# 2-metilhexan
2-metilhexanul (denumit uzual izoheptan) este un compus organic și unul dintre izomerii heptanului (C7H16).